# La Mojonera (Valencia)
La Mojonera es una localidad española perteneciente al municipio de Godelleta, en la provincia de Valencia, Comunidad Valenciana. Está situada en la parte oriental de la comarca de la Hoya de Buñol. Cerca de esta localidad se encuentran los núcleos de El Rellano, Cuesta del Sastre, Cañada Menescal y El Bellotero.

## Demografía
Según el Instituto Nacional de Estadística de España, en el año 2024 La Mojonera contaba con 5 habitantes censados, lo que representa el 0,12% de la población total del municipio.

### Evolución de la población
| Gráfica de evolución demográfica de La Mojonera entre 2014 y 2024 |
|                                                                   |
| Datos según el nomenclátor publicado por el INE.                  |

## Comunicaciones

### Carreteras
La principal vía de comunicación que transcurre junto a la localidad es:
| Identificador | Denominación         | Itinerario        |
| ------------- | -------------------- | ----------------- |
| CV-416        | De Monserrat a Chiva | Monserrat - Chiva |

Algunas distancias entre La Mojonera y otras ciudades:
| Ciudades  | Distancia (km) |
| --------- | -------------- |
| Godelleta | 6              |
| Buñol     | 20             |
| Valencia  | 32             |
| Requena   | 49             |